# Tarash
Tarash är ett underdistrikt i Bangladesh. Det ligger i den centrala delen av landet, 130 km nordväst om huvudstaden Dhaka.
Trakten runt Tarash består till största delen av jordbruksmark. Runt Tarash är det mycket tätbefolkat, med 1 095 invånare per kvadratkilometer.